# David Rault
David Rault, né le 4 octobre 1973 à Troarn (Calvados) et résidant en Allemagne, est un auteur français aux multiples activités : essayiste, graphiste, interprète, historien de la typographie, photographe, auteur de bande dessinée et réalisateur.

## Biographie
Après une formation à l’école des Beaux-Arts et des études de cinéma, David Rault voyage à New York et Tokyo avant de s'installer à Paris en 2000 et de fonder la société Symbioz Design, au sein de laquelle il réalise des sites Web notamment pour les éditions Delcourt, la Fête de la BD ou Publicis. Il débute en 1999 une collaboration avec la société Le Public Système pour laquelle il prend part à l’organisation de plusieurs festivals de cinéma.
Il devient la même année enseignant en typographie et design graphique à l’école d’Art et de Design (ESAD) d’Amiens, fonction qu’il assure jusqu’en 2004, et rédige ponctuellement des articles pour le quotidien Libération. Parallèlement, il co-réalise trois courts métrages (dont Monde extérieur en 2002, sur un scénario de Michel Houellebecq et Loo Hui Phang, avec Melvil Poupaud et Kad et Olivier).
David Rault part s'installer à Istanbul fin 2004 où entre deux festivals, il exerce la profession de responsable-création au sein d'une agence de branding et de packaging. En janvier 2009, il expose son projet photographique « Inventaire » au Festival international de la bande dessinée d'Angoulême. Il remporte un Bronze Award à Monaco en octobre 2008 lors de la cérémonie des Pentawards, compétition annuelle internationale de design packaging.
Côté écriture, son Guide pratique de choix typographique parait en mars 2009 aux éditions Atelier Perrousseaux, dont il devient directeur de collection en avril de la même année. Il publie une monographie du typographe et affichiste Roger Excoffon en mai 2011, et donne la même année plusieurs conférences autour de la typographie (Rencontres de Lure, ParisWeb, Ecole d'art et de design d'Izmir en Turquie, Ecole de design de Nantes Atlantique...),.
Victime d'une crise cardiaque à Istanbul en janvier 2012, David Rault ralentit ses activités. Il se recentre alors sur l'écriture et la photographie et publie notamment l'ouvrage Jean Alessandrini, le poète de la lettre (2012) consacré à cet écrivain, illustrateur et typographe français, puis Comicscope, un album qui présente une série de portraits photographiques d'auteurs de bandes dessinées (2013). Il publie également l'album ABCD de la typographie (Gallimard, 2018),,, préfacé par Jean Alessandrini  et sélectionné aux Eisner Awards à San Diego en 2019, et Caractères (Lapin Éditions, 2021).
Il anime chaque année le Festival international du film fantastique de Gérardmer, le festival du film américain de Deauville (depuis 2000) et le Festival du Polar de Reims. Il a également animé des masterclasses aux festivals de Marrakech et Cannes Séries.

## Publications
- Guide pratique de choix typographique, éditions Atelier Perrousseaux, 2009  (ISBN 978-2-91122026-5), réédition en 2015 puis en 2022 (ISBN 978-2367650319) [3],[11]
- Roger Excoffon, le gentleman de la typographie, avec Charles Berbérian (Illustrateur), éditions Atelier Perrousseaux, 2011  (ISBN 978-2-91122039-5)
- Jean Alessandrini, le poète de la lettre, éditions Atelier Perrousseaux, 2012  (ISBN 978-2-91122060-9)
- Le langage silencieux : interprétez les gestes de vos interlocuteurs, éditions Désiris, 2012  (ISBN 978-2-36403005-3)
- Comicscope (série de portraits photographiques d'auteurs de la bande dessinée), préface de Pacôme Thiellement, éditions L'Apocalypse, 2013  (ISBN 978-2-36731011-4)
- L'excellence typographique, de Jean François Porchez, conception et mise en page de David Rault, éditions Atelier Perrousseaux, 2014  (ISBN 978-2-911220-86-9)
- ABCD de la typographie, conception graphique de Jean-Christophe Menu, direction d'ouvrage et scénario de David Rault, dessin : collectif (Singeon, Seyhan Argun, Aseyn, François Ayroles, Hervé Bourhis, Alexandre Clérisse, Olivier Deloye, Libon, Delphine Panique, Jake Raynal, Anne Simon), préface de Jean Alessandrini [9], Gallimard, 2018  (ISBN 978-2-07-510270-4)[6],[7],[8]
  - (en) ABC of Typography, SelfMade Hero  (ISBN 978-1-91-059371-4)[12],[13]
- Caractères : la formidable histoire des caractères typographiques et de leurs auteurs en bande dessinée, préface d'Erik Spiekermann, Lapin Éditions, 2021  (ISBN 978-2-377-54126-3) [10]
- Marques : la fantastique histoire des marques et logos célèbres en bande dessinée, préface de Etienne Robial, Lapin Éditions, 2023  (ISBN 978-2-377-54176-8)
- Le Présentateur : 25 ans de festivals de cinéma vus depuis la scène et les coulisses, préface de Patrice Leconte, Warum éditions, octobre 2024 (ISBN 978-2-365-35360-1)
- Couleurs : L'influence psychologique des couleurs racontée en bande dessinée, Lapin Éditions, fin 2025 (ISBN à venir)
- Couvertures : L'histoire illustrée du graphisme des couvertures de livres en France depuis la fin du XIXe siècle, préface de Clémence Imbert, Lapin Éditions, fin 2025 (ISBN à venir)

## Filmographie
- La Minute de Bonheur (2000), court métrage, co-réalisé avec Cyril Balayn, avec Patrick Lizana. Lauréat du prix Un Certain Regard au Festival International du Court Métrage de Sens (jury présidé par Jean-Claude Guiguet)
- Bicéphale (2001), court métrage d'animation, co-réalisé avec Philippe Dupuy et Loo Hui Phang, distribué par les éditions Beeld Beeld [2]
- Monde extérieur (2002), court métrage, co-réalisé avec Cyril Balayn, avec Yves Michel, Kad et Olivier et Melvil Poupaud. Scénario de Michel Houellebecq[14] et Loo Hui Phang.
- L.A. Xpress (2004), court métrage (réalisation)
- Panorama (2006), moyen métrage réalisé par Loo Hui Phang (participation)
- Les carnets d'Istanbul (2006), documentaire (réalisation) sur les dessinateurs Dupuy & Berberian à Istanbul [2]

## Conférences
- La typographie comme outil de design, ParisWeb (Forum IBM, Paris), octobre 2010[4]
- Les éditions Atelier Perrousseaux, Rencontres internationales de Lure (Lurs), août 2011
- Les goûts et les couleurs, ParisWeb (Forum IBM, Paris), octobre 2011[5]